# Ортоново
Ортоново (итал. Ortonovo) је насеље у Италији у округу Ла Специја, региону Лигурија.
Према процени из 2011. у насељу је живело 306 становника. Насеље се налази на надморској висини од 297 м.

## Становништво
Према резултатима пописа становништва 2011. у општини је живело 8.405 становника.
| 1931. | 1936. | 1951. | 1961. | 1971. | 1981. | 1991. | 2001. | 2011. |
| ----- | ----- | ----- | ----- | ----- | ----- | ----- | ----- | ----- |
| 4.267 | 4.349 | 4.746 | 5.212 | 5.831 | 7.401 | 8.135 | 8.348 | 8.405 |